# Walentin Andrejewitsch Brylejew
Walentin Andrejewitsch Brylejew (russisch Валентин Андреевич Брылеев; * 1. Mai 1926 in Tula, RSFSR; † 18. Dezember 2004 in Moskau) war ein sowjetischer bzw. russischer Theater- und Film-Schauspieler sowie Synchronsprecher.

## Leben
Brylejew war der Sohn der Buchhalterin Sinaida Fjodorowna Okunewa und des Ingenieurs Andrei Iwanowitsch Brylejew. 1937 zog die Familie nach Moskau. Walentin arbeitete nach seiner Schulzeit zunächst als Schlosser, ehe er 1943 ein Architekturstudium begann und nach dessen Abschluss bis 1950 als Konstrukteur tätig war. Danach besuchte er die Schauspielfakultät des Gerassimow-Instituts für Kinematographie.
Brylejews Schauspiellaufbahn begann 1955 mit einer Nebenrolle als Funker in dem Spionagefilm Unternehmen Planquadrat 45. Im selben Jahr war er in dem Kurzfilm Новый велосипед (Nowy welosiped) erstmals als Hauptdarsteller zu sehen, seine einzige weitere Hauptrolle sollte 1965 mit Пограничная тишина (Pogranitschnaja tischina) folgen. Von 1956 bis zu seinem Tod spielte der dunkelhaarige Mime am „Moskauer Staatstheater der Filmschauspieler“.
Obwohl Brylejew in über 130 Filmen auftrat, war er dem Publikum außerhalb der Sowjetunion vor allem durch seine Nebenrollen in diversen Märchenfilmen bekannt. So war er in Abenteuer im Zauberwald und Aladins Wunderlampe als Freier zu sehen, in Im Königreich der Zauberspiegel gab er eine Doppelrolle. Darüber hinaus spielte er mehrfach Militärangehörige, z. B. in Die Ballade vom Soldaten, Строгая женщина (Strogaja schenschtschina, beide 1959) und Морской характер (Morskoi charakter, 1970). Neben seiner Tätigkeit vor der Kamera war Brylejew als Synchronsprecher aktiv, so lieh er Mickey Rooney in Das Domino Komplott und Guy Grosso in Louis’ unheimliche Begegnung mit den Außerirdischen seine Stimme und war auch an der russischsprachigen Fassung von Der Hauptmann von Köpenick beteiligt.
Brylejew war bis zu seinem Tod als Schauspieler aktiv. Er starb 78-jährig in Moskau, seine Urne wurde auf dem Donskoi-Friedhof beigesetzt.
Er war mit der Epidemiologin Galina Wladimirowna Brylejewa (1931–1989) verheiratet, ihr gemeinsamer Sohn Alexander ist Zahnarzt.

## Filmografie (Auswahl)
- 1956: Unternehmen Planquadrat 45 (W kwadrate 45)
- 1956: Nun schlägt's 13 (Karnawalnaja notsch)
- 1959: Ataman Kodr
- 1959: Das gestohlene Glück (Sampo)
- 1959: Die Ballade vom Soldaten (Ballada o soldate)
- 1959: Die verzauberte Marie (Marja-Iskusniza)
- 1960: Ich hab' dich lieb, Serjoscha (Serjoscha)
- 1961: Abschied von den Tauben (Proschtschaite, golubi!)
- 1962: Husarenballade (Gusarskaya ballada)
- 1963: Im Königreich der Zauberspiegel (Korolewstwo kriwych serkal)
- 1964: Väterchen Frost / Abenteuer im Zauberwald (Morosko)
- 1965: Polizeihund Muchtar (Ko mne, Muchtar!)
- 1967: Sterne an den Mützen (Swesdy i soldaty)
- 1967: Aladins Wunderlampe (Wolschebnaja lampa Aladdina)
- 1968: Feuer, Wasser und Posaunen (Ogon, woda i… mednyje truby})
- 1969: Der Kronzeuge (Glawny swidetel)
- 1970: Das alte Haus (Stary dom)
- 1975: Unvergängliche Leidenschaft (Ljubow semnaja)
- 1975: Iwan und Marja (Iwan da Marja)
- 1976: Ay-y! (Au-u!)
- 1976: Die Hexe Akulina (Alternativtitel: Die schöne Wassilissa) (Wesjoloje wolschebstwo)
- 1977: Bewegte Kindheit (Ognennoje detstwo)
- 1977: Die Geschichte eines unbekannten Schauspielers (Powest o neiswestnom aktere)
- 1977: Sudba
- 1977: 12 стульев (12 stulew)
- 1979: Das Geschenk des schwarzen Zauberers (Podarok tschornogo kolduna)
- 1996: Jermak – Ein Kosakenataman erobert Sibirien (Jermak) (Fernsehfilmreihe)